# Marcelo Charpentier
Marcelo Charpentier (Buenos Aires, 11 luglio 1973) è un ex tennista e allenatore di tennis argentino con cittadinanza italiana.

## Biografia
Charpentier è stato campion dell'Orange Bowl nel 1991 nella categoria 18 anni o inferiore.
Ha ottenuto la sua migliore prestazione in tournée ai Campionati Internazionali di San Marino del 1996, superando le teste di serie Hernán Gumy e Gilbert Schaller nel percorso verso le semifinali, dove ha perso contro Albert Costa.
Nel 1997 ha preso parte ad una partita di Coppa Davis con l'Argentina. Ha perso la sua unica partita, una partita di singolare contro Nicolás Lapentti dell'Ecuador. Nello stesso anno partecipò a due tornei del Grande Slam. È uscito al primo turno degli Open di Francia del 1997, contro Francisco Clavet, ma ha portato lo spagnolo a cinque set. A Wimbledon è stato battuto nel turno di apertura dal futuro secondo classificato Cédric Pioline.
L'unico altro Grande Slam a cui prese parte fu l'Open di Francia del 2000 e riuscì a sconfiggere il numero 30 del mondo Karim Alami, in un altro incontro da cinque set. Non è riuscito a superare il secondo turno, perdendo contro Gustavo Kuerten, con cui aveva fatto coppia quattro anni prima per vincere un titolo Challenger in Slovacchia.

## Statistiche

### Singolare

#### Vittorie (2)
| Legenda tornei minori |
| Challenger (2)        |
| Futures (0)           |

| Numero | Data | Torneo                     | Superficie  | Avversario in finale | Punteggio     |
| 1.     | 1996 | IPP Trophy, Ginevra        | Terra rossa | Oliver Gross         | 6–2, 3–1 rit. |
| 2.     | 1999 | Punta Open, Punta del Este | Terra rossa | Martín Rodríguez     | 6–2, 6–2      |

### Doppio

#### Vittorie (5)
| Legenda tornei minori |
| Challenger (5)        |
| Futures (0)           |

| Numero | Data | Torneo                                         | Superficie  | Compagno         | Avversari in finale                | Punteggio         |
| 1.     | 1996 | Bratislava Challenger, Bratislava              | Terra rossa | Gustavo Kuerten  | Filippo Messori Tom Vanhoudt       | 3–6, 6–3, 7–5     |
| 2.     | 1996 | Tashkent Challenger, Tashkent                  | Terra rossa | Albert Portas    | Andrei Cherkasov Laurence Tieleman | 6–1, 6–2          |
| 3.     | 1998 | Santa Cruz de la Sierra Challenger, Santa Cruz | Terra rossa | Andrés Schneiter | Kepler Orellana Jimy Szymanski     | 6–2, 6–3          |
| 4.     | 1999 | Copa Sevilla, Siviglia                         | Terra rossa | José Frontera    | Eduardo Nicolás Germán Puentes     | 7–5, 6–3          |
| 5.     | 2006 | AON Open Challenger, Genova                    | Terra rossa | Adriano Biasella | Jamie Delgado Jamie Murray         | 6–4, 4–6, [13–11] |